# Chlamydera
Chlamydera és un gènere d'ocells de la família dels ptilonorínquids (Ptilonorhynchidae).

## Taxonomia
Segons la Classificació del Congrés Ornitològic Internacional (versió 14.2, 2024) aquest gènere està format per cinc espècies:
- Chlamydera maculata - jardiner maculat oriental
- Chlamydera guttata - jardiner maculat occidental
- Chlamydera lauterbachi - jardiner de Lauterbach
- Chlamydera nuchalis - jardiner gros
- Chlamydera cerviniventris - jardiner pitestriat